# 超時空要塞マクロス (アーケードゲーム)
- マクロスシリーズ > 超時空要塞マクロス > 超時空要塞マクロス 愛・おぼえていますか > 超時空要塞マクロス (アーケードゲーム)
  - マクロスシリーズ (ゲーム) > 超時空要塞マクロス (アーケードゲーム)

『超時空要塞マクロス』（ちょうじくうようさいマクロス）は、NMKが開発し、1992年にバンプレストから発売されたアーケードゲーム。ジャンルはシューティングゲーム。劇場版アニメ『超時空要塞マクロス 愛・おぼえていますか』を題材にした作品。縦画面、縦スクロール、全7ステージの2周エンド。操作は8方向レバー（自機の移動）＋2ボタン（ショット、核反応弾）。
本作品はNMKが開発した『サンダードラゴン』をベースにしている。当時のシューティングゲームが高難易度傾向にあるなかで、特に前半面の難易度を低く押さえてあり、人気アニメのゲーム化ということもあって、シューティングゲームが苦手なプレイヤーにも受け入れられ、長期にわたり安定したインカムを獲得した。
2024年12月26日、アーケードゲーム復刻プロジェクト『アーケードアーカイブス』より『アーケードアーカイブス 超時空要塞マクロス』としてNintendo SwitchとPlayStation 4で配信が開始された。

## バルキリー
1P側は赤（一条輝）、2P側は青（マクシミリアン・ジーナス）のVF-1 バルキリーを操作する。変形しても自機のスピードや当たり判定は変わらない。ただし自機の移動速度は2P側の機体の方が1P側の機体よりも少しだけ速い仕様となっている。
ファイター
前方に扇状にショットを撃つ。パワーアップすると一度に発射できる弾数が増加する。
ガウォーク
前方に直線上のショットと同時に貫通力のあるレーザーを撃つ。パワーアップするとレーザーが太くなる。
バトロイド
前方に直線上のショットと同時に誘導ミサイルを撃つ。パワーアップすると一度に発射できるミサイルの弾数が多くなる。
アーマード
ファイターに似た扇状の弾に加え威力の高い直進するグレネードを放つ。1発のダメージに耐え、被弾するとアーマーが外れてバトロイド形態になる。この形態のみパワーアップが存在しない。また、この状態で後述の変形アイテムを取っても変形せず全て得点となる。

## アイテム
アイテムには以下の種類がある。
変形アイテム
取ることで「F」（ファイター）「G」（ガウォーク）「B」（バトロイド）「A」（アーマード）の各形態に変形する。同じアイテムを取るとパワーアップする。
パワーアップ
「P」と書かれたガンポッドの形状のアイテム。自機のショットが最大8段階までパワーアップする。
核反応弾
画面全体に有効なボンバー。敵の弾を消して大ダメージを与える。初期状態では3発所持しており、8発までストック可能。ミスすると初期状態の3発になる。
バルキリー
残機が1機増える。1UPアイテム。
勲章
統合軍マークのアイテム。ボーナス得点を得られる。最初は100点だが、取り続けると最大10000点になる。ミスすると100点に戻る。
10個取るとアーマードバルキリー、15個で1UP登場。
(後者は以後ミスするまで出現しない)
ミンメイ人形
ボーナス得点を50000点得られる隠しアイテム。
4個取ると1UP登場。
マグロの頭
ボーナス得点を100000点得られる隠しアイテム。

## ステージ解説
各ステージの最初にはアニメーションのデモ画面が現れる。また、コインを投入するとスタートボタンを押すまでリン・ミンメイが魚の頭をお盆に載せたグラフィックが現れるが、これはステージ中に隠しボーナスキャラクターとして出現する。
ステージ1：マクロス艦内
ボス：ケルカリア
マクロス艦内の市街地での戦闘。
ステージ2：土星のリング
ボス：ブースター付きグラージ
土星のリング内での戦闘。飛んでくる氷にも当たり判定があるほか、ステージ終盤にクァドラン・ローが氷の陰から出現する。
ステージ3：宇宙空間
ボス：ノプティ・バガニス5631
ステージ開始時に機体がアーマードになる。重攻撃機は大型だが、簡単に撃墜できる。後半はブリタイ艦との戦闘。
ステージ4：地球
ボス：ケアドゥル・マグドミラ
このステージから、難易度が一気に高くなる。ボス戦の直前に、ミリアのクァドラン・ローとの戦闘になるが、撃墜することはできない。
ステージ5：アルティラ
ボス：メルトランディ中型短射程砲艦
ステージ開始時に柿崎のバルキリーが撃墜され、中からアーマードアイテムが出現。メルトランディとの戦闘になり、クァドラン・ローが大量に登場する。ボス戦の前にミリアのクァドラン・ローとの戦闘になり、撃墜すると高得点。
ステージ6：地球衛星軌道
ボス：ボドル機動要塞
ゼントラーディ、メルトランディ双方の兵器が登場。ボスのボドル機動要塞の主砲は、画面の大半を覆い尽くすほどの幅になる。
ステージ7：機動要塞内部
ボス：ゴル・ボドルザー
要塞内部の戦闘になり、最終ボスのゴル・ボドルザーを倒すとクリアになる。
2周目では敵の弾が増えるほか、敵を撃墜すると撃ち返し弾が飛んでくる。2周目クリアでスタッフロールとなる。

## 開発スタッフ
- ごろう - メイン・プログラム
- HIDE-KAZ - サウンド制作全般
- 岸本守央 - 企画、ディレクター
- 並木学 - サウンド開発

## 音楽
エンドロールにはNMKのサウンド担当であるHIDE-KAZ、PAPA、三TARO（並木学）の3名のみがクレジットされているが、事実上のメインコンポーザーは外部スタッフの高見龍（代表作：『この世の果てで恋を唄う少女YU-NO』、『EVE burst error』）であり、4曲（ビジュアルシーン、ステージ1と7、ボス、最終ボス）を担当しているがクレジットされていない。
その他の曲は、羽田健太郎によるアニメ劇伴を原作とするサウンドを除くゲームオリジナル5曲をNMKの3名が担当している。

## 移植版
| No. | タイトル           | 発売日         | 対応機種                      | 開発元               | 発売元     | メディア                                | 備考                 |
| --- | ------------------ | -------------- | ----------------------------- | -------------------- | ---------- | --------------------------------------- | -------------------- |
| 1   | 超時空要塞マクロス | 2024年12月26日 | PlayStation 4 Nintendo Switch | ハムスター(移植担当) | ハムスター | ダウンロード （アーケードアーカイブス） | 日本版、海外版を収録 |

アーケードアーカイブス版
家庭用初移植。日本版と海外版を収録。「こだわり設定」において1P側コントローラーで2P側機体を使用する、ゲーム開始時の周回数を選択、勲章アイテムの所持数とゲーム内ランクを可視化する、といったことが可能。キャラバンモードは「ステージ1から開始」と「ステージ5から開始」の2部門で集計される。